# Пятиплан Фёдорова
Пятиплан Фёдорова — самолёт, спроектированный и построенный российским изобретателем Евгением Фёдоровым. Второй после самолёта Можайского полностью построенный самолёт в Российской империи. Постройка самолёта велась с 1897 по 1903 год, однако он так и не был испытан из-за частых поломок.

## Конструкция
В 1895 году военному инженеру Евгению Фёдорову пришла идея самолёта с пятью крыльями (пятиплана). Была изготовлена модель самолёта, которая вполне успешна летала на привязи. Постройка самолёта велась в Петербурге на собственные деньги изобретателя. Самолёт должен был быть одноместным, а крылья иметь вогнутый профиль. Крылья имели пружинный каркас в целях компенсации порывов ветра. Они могли поворачиваться, изменяя наклон к горизонту, а, в свою очередь, их поворотам сопротивлялся пружинный каркас. Изобретатель считал, что при порывах ветра крылья будут автоматически менять угол наклона к горизонту, и при этом подъёмная сила сохранится неизменной, так как натяжение пружин меняться не будет. В свою очередь, пилот самолёта мог менять силу натяжения пружин из кабины. Крылья располагались в ступенчатом порядке, хвостовое оперение отсутствовало. Общая площадь крыльев составляла 26 квадратных метров, а их размах около 6,5 метров. Самолёт должен был приводиться в движение двигателем «Бюше» мощностью 10 л.с. Кабина с сиденьем была открытой и размещалась под главным брусом всей конструкции, на котором крепились крылья на равном расстоянии друг от друга. Сам брус располагался под углом в 30° к направлению полёта самолёта. Управление должно было осуществляться путём перекашивания концов крыльев.
Постройка самолёта велась с 1897 по 1903 год, когда он и был полностью закончен. Однако при попытках испытать самолёт постоянно происходили поломки деталей. В итоге до полёта дело так и не дошло.

## Оценка проекта
Летательные аппараты с большим числом крыльев в дальнейшем так и не получили широкого распространения в самолётостроении. Как и идея изменения угла наклона крыльев при полёте, а также их пружинная подвеска. По мнению советского авиаконструктора Вадима Шаврова пятиплан Фёдорова был менее технически совершенным, чем построенный до него самолёт Можайского.